# Gustav Hellmann

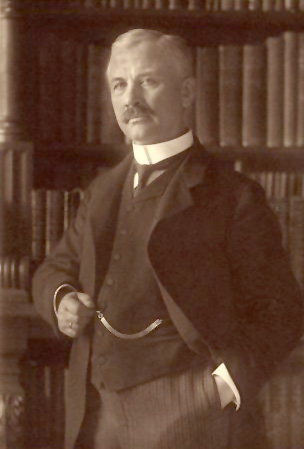
Gustav Hellmann.

Gustav Johannes Georg Hellmann, född 3 juli 1854, död 21 februari 1939, var en tysk meteorolog.
Hellmann var föreståndare för Preussische Meteorologische Institut och professor vid universitetet i Berlin 1907-22. 
Hellmann skrev ett stort antal arbeten om meteorologi och klimatologi samt konstruerade instrument, varav särskilt en registrerande regnmätare kom att bli mycket populär.